# Mitologia cananea
Mitologia cananea, fou el conjunt de mites, déus, rituals i cultes practicats a la terra de Canaan durant l'etapa politeista, anterior a l'aparició del monoteisme. La situació religiosa a la zona fou complexa tant per la influència estrangera com per l'adaptació a la vida sedentària de les tribus semítiques que van ocupar el país, el que va produir una superposició de cultes relacionats amb l'agricultura juntament amb un panteó primitiu propi de pastors en estat tribal. Els paral·lels amb la Bíblia són nombrosos, per alguns són simple coincidència per altres proves d'un sincretisme religiós.

## Panteó
El panteó cananeu estava format per:
- El, (Il, Elohim en hebreu, Allah àrab), déu degà dels nòmades, rep els títols de «Pare dels déus», «rei», «pare dels homes», «creador de les criatures», «amable», «misericordiós» i «bou». Posteriorment "El" fou un teòfor.
- Ashera, Aserat (Alerah) deessa de la fertilitat vegetal, consort de El, la seva representació era una estaca o tronc d'arbre clavat al pati dels temples.
- Astarte que assumir la personalitat de les altres deesses relacionades amb les idees de la fecunditat, fertilitat i violència. El seu culte va donar lloc a excessos sexuals amb els quals es creia promoure la fertilitat general.
- Anat deessa considerada germana i apassionada amant de Baal, filla del déu El, i verge.
- Baal el déu de les pluges, convertit en el «amo» o «senyor» per antonomàsia en una societat agrícola que viu pendent de les pluges per aconseguir les collites. Se li representava com un jove guerrer, portant una maça a la mà dreta.
- Mot (mort) és el déu del món subterrani, rival de Baal en tant que representava la sequera d'agost, quan els camps quedaven improductius.
- Lapas (sol), deessa que en travessar durant la nit el món subterrani, ho veu tot i és la personificació de la justícia.
- Yw, se l'anomena «l'estimat d'Il» i era considerat fill d'Il.
- Nikkal, la deessa lluna.
- Yarih, déu lluna, estava casat amb Nikkal.
- Jehovà, déu de Judà, considerat pels jueus el Déu suprem i únic. Altres erudits el consideren com un déu més del panteó cananeu.

## Culte
El culte tenia com a principal manifestació el sacrifici i les ofrenes, majors o menors, els animals sacrificats eren bous i ovelles i amb la seva sang es ruixava l'altar. Quan els animals eren cremats totalment (Holocaust) és que s'oferien íntegres a la divinitat, si només es cremava el greix i les entranyes, la resta es repartia entre el sacerdoci i l'oferent, que menjava la seva part juntament amb el déu, tipus de sacrifici anomenat de comunió per establir una relació directa entre el déu i el devot (Banquet Sagrat).